# Wojna minowa
Wojna minowa – sposób prowadzenia działań wojennych za pomocą min. Może być prowadzona zarówno na lądzie jak i na morzu.